# Neven Ljubičić
Neven Ljubičić (ur. 1 maja 1963 w Ninie) – chorwacki lekarz, nauczyciel akademicki i polityk, profesor, minister zdrowia i opieki społecznej (2005–2008)

## Życiorys
W 1987 ukończył studia medyczne na Uniwersytecie w Zagrzebiu. Na tej samej uczelni doktoryzował się w 1993. Odbył też studia podyplomowe z zakresu farmakologii klinicznej oraz gastroenterologii i hepatologii. Podjął praktykę w zawodzie lekarza, zawodowo związany ze szpitalami w Zagrzebiu. Specjalizował się w zakresie chorób wewnętrznych. Współtworzył i został sekretarzem czasopisma „The Croatian Journal of Gastroenterology and Hepatology”. W trakcie wojny w Chorwacji był m.in. szefem służb medycznych grupy taktycznej wojsk chorwackich podczas walk w Dubrowniku. Podjął później również pracę naukową na macierzystej uczelni.
Wstąpił do Chorwackiej Wspólnoty Demokratycznej. W 2004 został członkiem kierownictwa resortu zdrowia i opieki społecznej. Od lutego 2005 do stycznia 2008 kierował tym ministerstwem w rządzie Iva Sanadera.
Kontynuował działalność zawodową i naukową. Został kierownikiem kliniki chorób wewnętrznych w centralnym szpitalu klinicznym w Zagrzebiu, uzyskał też pełną profesurę na Uniwersytecie w Zagrzebiu.